# نبرد برشا (۳۱۲)
نبرد برشا (انگلیسی: Battle of Brescia) رویارویی بود که در تابستان ۳۱۲ بین امپراتور روم کنستانتین بزرگ و ماکسنتیوس در شهر برشا، در شمال ایتالیای رومی روی داد.